# Institutum Romanum Finlandiae

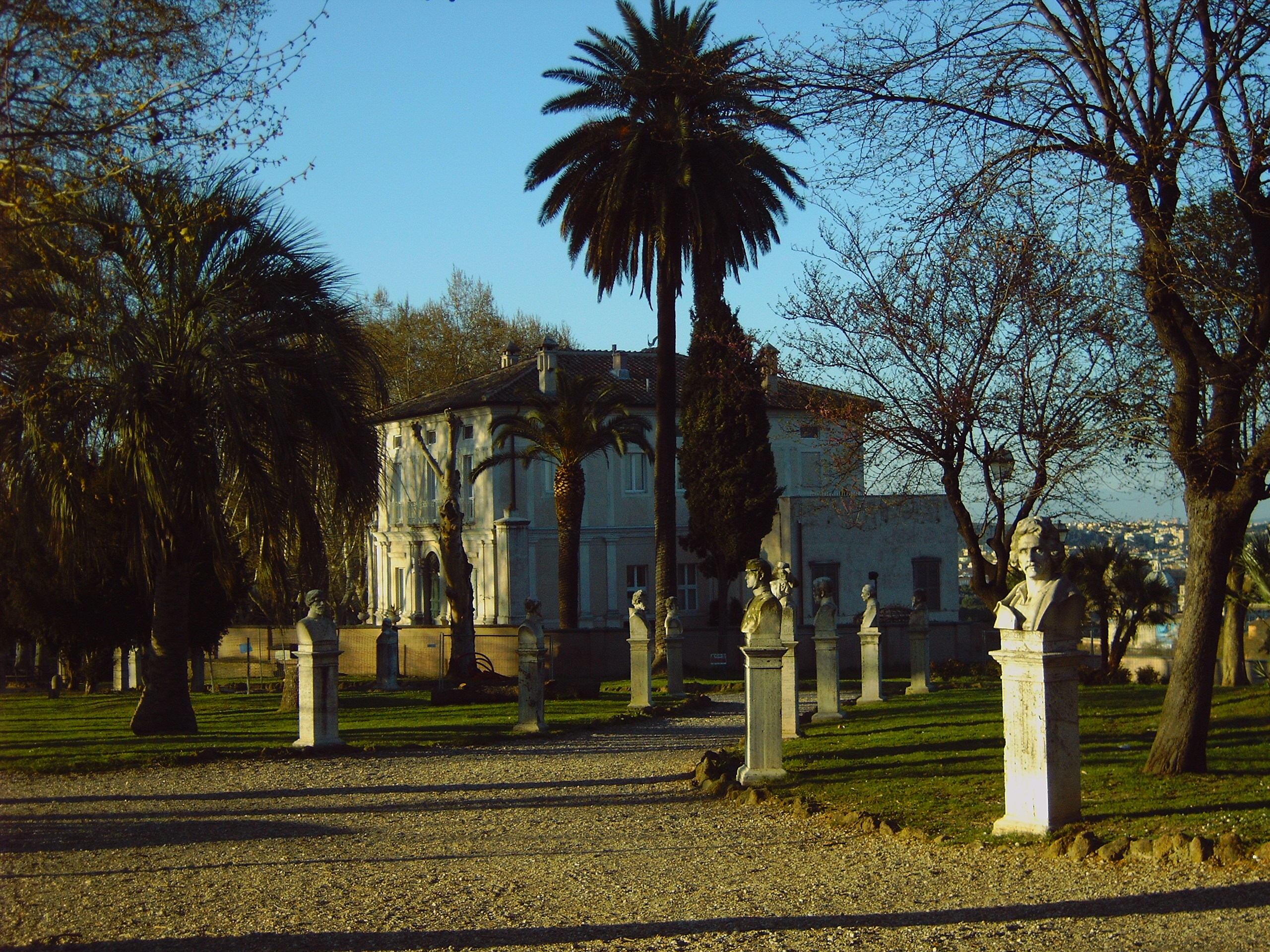
Villa Lante al Gianicolo sede dell'Institutum Romanum Finlandiae

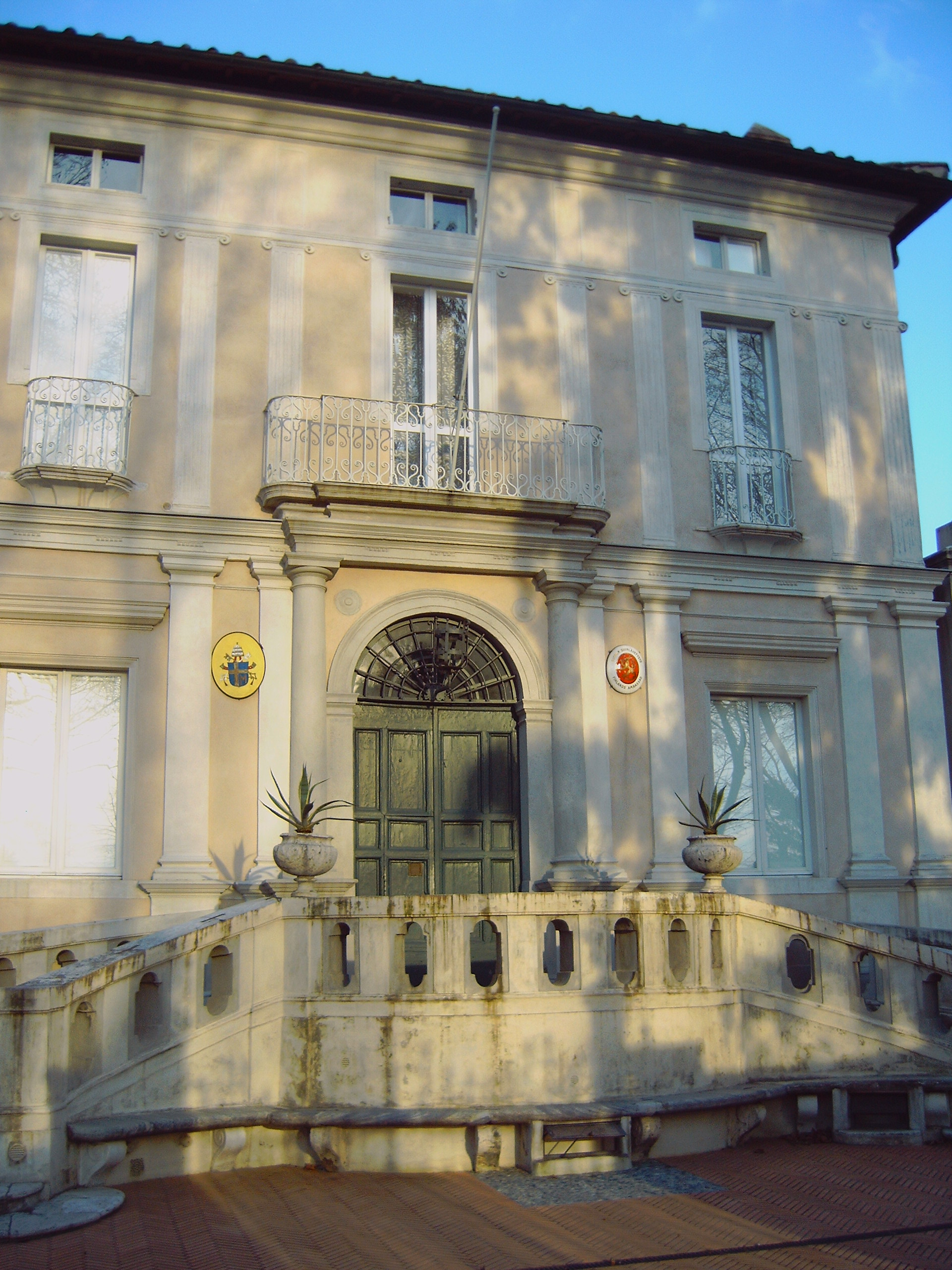
Villa Lante al Gianicolo capolavoro di Giulio Romano

L'Institutum Romanum Finlandiae è un istituto di ricerca finlandese con sede a Roma dedicato alla cultura classica. La finalità principale dell'istituto consiste nella ricerca e nell'insegnamento delle antichità romane. I principali temi trattati sono la storia antica e medievale, la filologia classica, l'archeologia e la storia dell'arte.
Ha sede a Roma, all'interno di Villa Lante al Gianicolo.

## Direttori dell'Institutum Romanum Finlandiae
- Torsten Steinby (1953–1955)
- Henrik Zilliacus (1956–1959)
- Veikko Väänänen (1959–1962)
- Jaakko Suolahti (1962–1965)
- Patrick Bruun (1965–1968)
- Veikko Väänänen (1968–1969)
- Tuomo Pekkanen (1969–1972)
- Henrik Lilius (1972–1976)
- Heikki Solin (1976–1979)
- Margareta Steinby (1979–1982)
- Veikko Litzen (1983–1985)
- Unto Paananen (1986–1989)
- Anne Helttula (1989–1992)
- Margareta Steinby (1992–1994)
- Päivi Setälä (1994–1997)
- Christer Bruun (1997–2000)
- Christian Krötzl (2000–2003)
- Mika Kajava (2003–2006)
- Kaj Sandberg (2006–2009)
- Katariina Mustakallio (2009–2013)
- Tuomas Heikkilä (2013–2017)
- Arja Karivieri (2017–2021)
- Ria Berg (2021-oggi)